# انقراتی
انقراتی (به عربی: انقراتی) یک روستا در سوریه است که در ناحیه سراقب واقع شده‌است. انقراتی ۹۸۲ نفر جمعیت دارد.